# فانيسا لين براينت
فانيسا لين براينت (بالإنجليزية: Vanessa Lynne Bryant)‏ هي قاضية ومحامية أمريكية، ولدت في 1954 في كوينز في الولايات المتحدة.